# Linggou (sockenhuvudort i Kina, Liaoning Sheng, lat 40,17, long 123,43)
Linggou är en sockenhuvudort i Kina. Den ligger i provinsen Liaoning, i den nordöstra delen av landet, omkring 180 kilometer söder om provinshuvudstaden Shenyang. Antalet invånare är 7 754. Befolkningen består av 3 801 kvinnor och 3 953 män. Barn under 15 år utgör 13,0 %, vuxna 15-64 år 74 %, och äldre över 65 år 12,0 %.
Runt Linggou är det ganska tätbefolkat, med 108 invånare per kvadratkilometer. Närmaste större samhälle är Xiuyan, 18,7 km nordväst om Linggou. Omgivningarna runt Linggou är en mosaik av jordbruksmark och naturlig växtlighet.
Genomsnittlig årsnederbörd är 1 190 millimeter. Den regnigaste månaden är juli, med i genomsnitt 387 mm nederbörd, och den torraste är januari, med 8 mm nederbörd.